# Chris Huffins
Chris Huffins (* 15. dubna 1970, Brooklyn, USA) je bývalý americký atlet, specializující se na atletický víceboj.
Před začátkem desetibojařské kariéry hrál také závodně basketbal a závodil ve sprintech a skoku do dálky. Jeho největšími úspěchy jsou zlatá medaile na Panamerických hrách ve Winnipegu roku 1999 a dvě bronzové medaile z mistrovství světa v atletice v roce 1999 v Seville a následně olympijských her v Sydney v roce 2000. Měl pověst muže skvělého úvodu, ale horšího druhého dne desetiboje. Zatímco byl výborným sprinterem (na halové šedesátce je stále držitelem světového vícebojařského rekordu s časem 6,61 s. a na stovce jej donedávna držel s časem 10,22 s.), disciplíny jako hod oštěpem nebo běh na 1500 m byly jeho slabinami. Po skončení atletické kariéry se stal trenérem univerzitních studentů - atletů, čemuž se věnuje do dnešních dnů.

## Osobní rekordy
- Sedmiboj 6128 bodů (1997)
- Desetiboj 8694 bodů (1998)
- 100 m. 10,22 s.
- Dálka 807 cm.
- Koule 16,44 m.
- Výška 218 cm.
- 400 m. 48,05 s.
- 110 m. př. 13,52 s.
- Disk 54,14 m.
- Tyč 4,90 m.
- Oštěp 64,35 m.
- 1500 m. 4:38,71 min.
- Součet OR v desetiboji 9244 bodů[1]